# 蟬の会
蟬の会（せみのかい）は、日本の劇団。渡辺浩子が演出する舞台を制作する。

## 公演記録
- 1990年〜1998年　夏の盛りの蝉のように（作：吉永仁郎 出演：大滝秀治、加藤剛、高橋長英、草野大悟、范文雀、他）サンシャイン劇場、地方公演
- 1991年　Fences(フェンス)父さんが歌ったあの歌を（作：オーガスト・ウィルソン 出演：名古屋章、順みつき、他）博品館劇場、地方公演
- 1992年〜1998年　がめつい奴（作：菊田一夫 出演：渡辺美佐子、犬塚弘、三田和代、ラサール石井、小宮孝泰、梅沢昌代、他）サンシャイン劇場、地方公演
- 1994年　滝沢家の内乱（作：吉永仁郎 出演：大滝秀治、三田和代）紀伊國屋ホール、地方公演
- 1997年　すててこてこてこ（作：吉永仁郎 出演：風間杜夫、名古屋章、他）紀伊國屋ホール、地方公演